# Mesostylini
Mesostylini es una tribu de insectos coleópteros curculiónidos pertenecientes a la subfamilia Entiminae.  

## Géneros
- Amesostylus
- Kasakhstania
- Mesostylus
- Parastylus